# Caibi
Caibi è un comune del Brasile nello Stato di Santa Catarina, parte della mesoregione dell'Oeste Catarinense e della microregione di Chapecó.
I primi coloni arrivarono in questa zona nel 1926, erano immigrati che provenivano dal Rio Grande do Sul, ed erano discendenti di italiani. La prima chiesa fu eretta nel 1934, e fu consacrata a san Domenico.